# 洛基尼奥勒
洛基尼奥勒（法語：Locquignol，法語發音：[lɔkiɲɔl]）是法国上法兰西大区北部省的一个市镇，位于该省东部，属于埃尔普河畔阿韦讷区。该市镇的总面积为97.55平方公里，是北部省面积最大的市镇。

## 地理
洛基尼奥勒（50°11'55"N, 3°42'58"E）面积97.55 平方千米，位于法国上法蘭西大區北部省，该省份为法国最北部的省份及最长的省份，西北濒北海，西接加来海峡省，南至埃纳省和索姆省，东与比利时接壤。
与洛基尼奥勒接壤的市镇（或旧市镇、城区）包括：萨斯尼、维勒罗、欧迪尼、贝尔莱蒙、昂格勒方丹、方丹欧布瓦、戈姆尼、阿尔尼、埃克、若利梅兹、朗德勒西、拉隆格维尔、卢维尼凯努瓦、马鲁瓦勒、梅基尼、桑布尔河畔努瓦耶勒、奥比、桑布尔河桥村、波泰勒、普勒欧布瓦、罗库尔欧布瓦、罗贝萨尔。

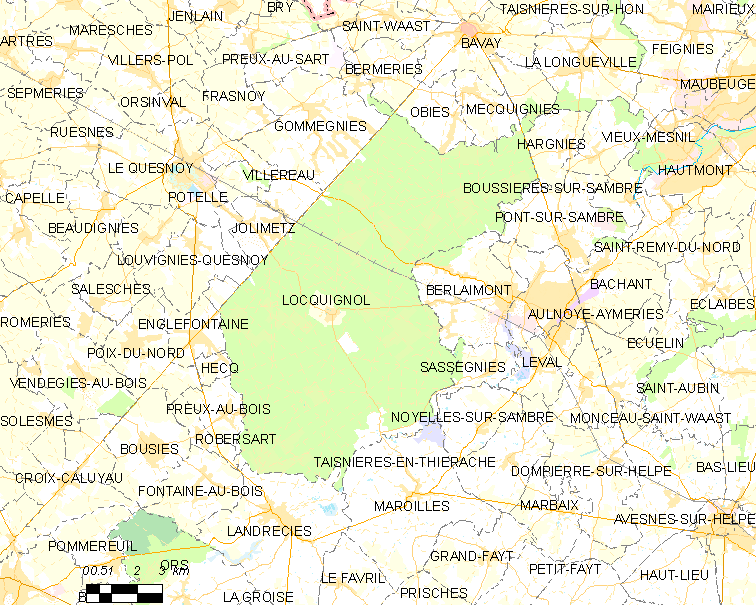
洛基尼奥勒的OSM定位图

洛基尼奥勒的时区为UTC+01:00、UTC+02:00（夏令时）。

## 行政
洛基尼奥勒的邮政编码为59530，INSEE市镇编码为59353。

## 政治
洛基尼奥勒所属的省级选区为埃尔普河畔阿韦讷县。

## 人口

1962-2008年间洛基尼奥勒人口变化图示

洛基尼奥勒于2022年1月1日时的人口数量为297人。